# Тостонес
Тостонес (ісп. Tostones, від іспанського дієслова tostar, що означає «тост») — двічі обсмажені скибочки бананів, що нагадують коржі або чипси, що зазвичай зустрічаються в латиноамериканській та карибській кухнях. Найвідоміші як tostones (Пуерто-Рико, Ямайка, Нікарагуа, Куба, Гондурас і Венесуела), їх також називають tachinos або chatinos (Куба), platano frito або frito verde (Домініканська Республіка), bananes pesées (Гаїті), patacones (Панама, Венесуела, Колумбія, Коста-Рика, Перу та Еквадор) і, іноді, patacón pisao в Колумбії.

## Приготування
Зазвичай використовуються банани сорту Плантан. Зелені (незрілі) банани очищають від шкірки, нарізають у довжину, по діагоналі або у ширину, а потім двічі обсмажують. Сирі скибочки обсмажують по 1–2 хвилини з кожного боку до золотистого кольору, потім видаляють надлишки олії. Після цього їх товчуть і розтирають у плоскому посуді, призначеному для цього, що називається тостонера, або, що менш зручно, у будь-якому кухонному начинні, що має досить велику плоску поверхню, наприклад, між двома тарілками. Потім плоскі скибочки обсмажують ще раз, поки вони не стануть хрусткими та золотисто-коричневими.

## Походження
Невідомо звідки з'явився цей рецепт. Багато країн Карибського басейну та Латинської Америки виборюють його походження. Рецепт з'являється під двома різними назвами залежно від країни: вони називаються patacones у Панамі, Колумбії, Еквадорі, Коста-Риці та Перу; tostones на Кубі, Нікарагуа, Пуерто-Рико та Домініканській Республіці. У Домініканській Республіці їх також називають platano frito або fritos verdes, а на Гаїті їх ще називають bannann peze.

## Вживання
Тостонес солять і їдять так, як картопляні чипси або картопля фрі. У деяких регіонах прийнято вмочувати їх у мохо (часниковий соус) або ахі. У Колумбії їх іноді подають із соусом огао або з начинкою з рубаної яловичини. У Коста-Риці їх часто їдять із пастоподібним соусом із чорної квасолі. У Домініканській Республіці їх зазвичай подають із часточками свіжого лайму, щоб вичавити їх, і сіллю для посипання. У Гватемалі та на Карибах їх зазвичай подають як гарнір під час замовлення риби чи птиці. Зазвичай присипається невеликою кількістю солі. У деяких країнах їх подають з сиром як закуску або з севіче з креветок, тушкованою куркою або салатом з авокадо. Їх також можна придбати в універсальних магазинах. Страва зустрічається у всіх різновидах карибської кухні. У Нікарагуа їх зазвичай подають зі смаженим сиром, інколи ж і зі смаженими бобами.

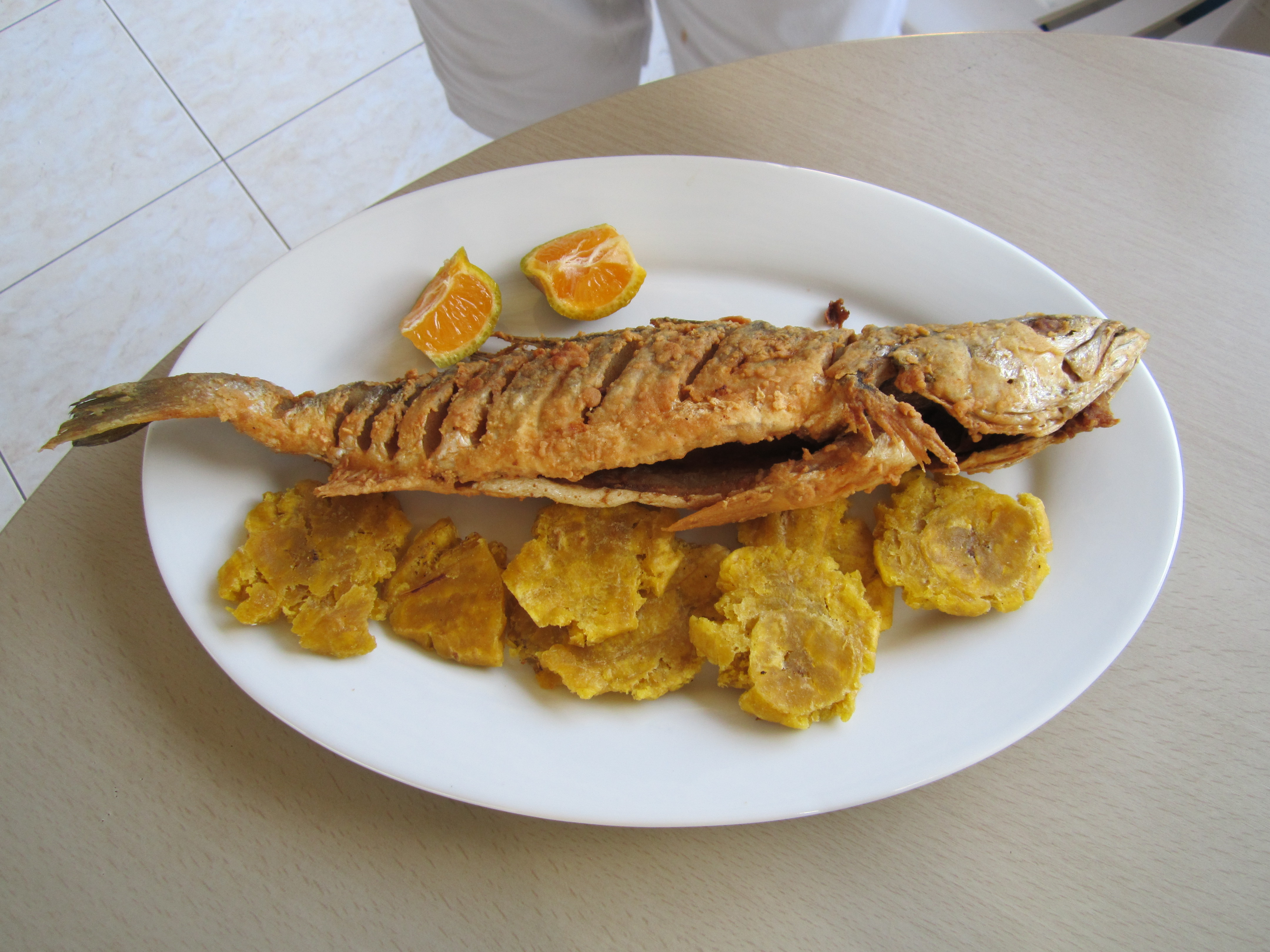
Патаконес зі смаженою рибою в Панамі

Тостонес також є основним продуктом харчування в країнах Латинської Америки та Карибського басейну, включаючи Кубу, Пуерто-Рико, Домініканську Республіку, Панаму, північне узбережжя Гондурасу та Гаїті, де їх часто подають із традиційною стравою гріо (griot, смажена свинина) або маринадом пікліз (pikliz) — суміш маринованих гострих перців.
Їх також можна знайти у західноафриканській кухні, де їх називають банановими чипсами.

## Інші варіанти використання терміна
У Гондурасі термін tostón може також відноситися до 50-центової монети місцевої валюти — лемпіри. Те ж саме і в Мексиці з 50 центовим песо.
У Домініканській Республіці тостонес — це шматочки бананів, обсмажені один раз.